# Música ficta

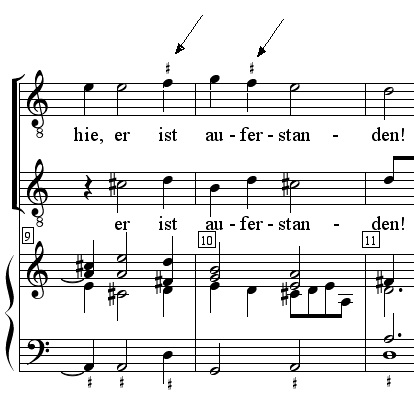
Die Auferstehungshistorie SWV 50 - Heinrich Schütz‎

Musica ficta (latim; lit., musica fictícia, imaginária ou simulada — sinônimos: vitium, princ. século IX-XI; musica falsa, princ. século XIII-XV; coniuncta, princ. século XIV-XV) refere-se a hexacordes e alturas não previstas no sistema de musica recta (vigente desde pelo menos do século XI ao XVI). Em relação à nomenclatura moderna, musica ficta pode envolver tanto as alturas naturais, quanto alturas com acidentes cromáticos. A identificação e classificação como altura ficta ou altura recta pode depender de solmização adequada de cada frase musical, ou de convenções para a obtenção de consonâncias polifônicas (i.e., contraponto). Muitas das ocorrências de musica ficta, portanto, não dependem de notação explícita na partitura, exceto quando há ocasionais presenças de sinais-de-ficta, que servem para indicar a solmização adequada de cada altura e, consequentemente, para o entendimento intervalar de cada frase musical. Diversos autores têm chamado a atenção para o engano moderno de considerar musica ficta apenas como ocorrência de inflexões cromáticas sem notação nas partituras.

The term musica ficta has acquired two separate but related meanings. In today's casual parlance, it refers to the application by editors and performers of accidentals (sharps, flats, naturals) that are not notated in the sources themselves. For musicians of the fifteenth and sixteenth centuries, the term referred specifically to those notes that fell outside the Guidonian hand […].
(ATLAS, 1998, p. 328; tradução por Clóvis de André)
O termo musica ficta adquiriu dois significados separados porém relacionados. Na linguagem casual da atualidade, ele se refere à aplicação, por editores e intérpretes, de acidentes (sustenidos, bemóis, naturais) que não vêm anotados nas fontes. Para músicos dos séculos XV e XVI, o termo se refere especificamente àquelas notas encontradas fora da mão guidoniana.
Musica ficta does not equal non-notated accidentals, and statements about musica ficta by theorists must not be taken as statements about non-notated accidentals.
(URQUHART, 1998, p. 12; tradução por Clóvis de André)
Musica ficta não é igual a acidentes não anotados, e declarações sobre musica ficta por teoristas não devem ser entendidos como declarações sobre acidentes não anotados.
No caso do texto de Allan Atlas, a expressão "fora da mão guidoniana" deve ser interpretada como 'alturas que não pertencem à mão guidoniana', ou 'alturas que incluídas no sistema de musica recta'. No caso do texto de Peter Urquhart, a menção a "teoristas" é também referente àqueles com trabalhos escritos entre os séculos XV e XVI. No entanto, como indicado acima na terminologia sinônima a musica ficta, o conceito está presente em descrições de tratados musicais desde o século IX (Musica enchiriadis), sendo aplicado não apenas à polifonia, mas também a ocorrências de alturas não teorizadas em música monofônica (cf. GÜMPEL, 1990). Essas alturas não teorizadas existiram mesmo antes das formulações e propostas de Guido de Arezzo (fl. in. século XI), não sendo portanto dependentes da solmização guidoniana por hexacordes, cujo objetivo inicial era apenas facilitar o aprendizado de melodias.

## Definições de musica ficta
Estes termos foram usados por teóricos do fim do século XII até o XVI, a princípio, em oposição a musica recta ou musica vera, para designar extensões falsas do sistema de hexacordes contidas na chamada Mão Guidoniana (em homenagem ao teórico Guido d'Arezzo – em português aceita-se a grafia Guido de Arezzo).
No uso moderno, o termo musica ficta é largamente aplicado a todas as inflexões não-notadas, inferidas de um contexto, para acidentes sugeridos por editores ou executantes. Editores costumam colocar acidentes, como sugestão aos executantes, acima das notas afetadas, ou entre parênteses ou em tamanho pequeno, para distingui-los dos que originalmente constam dos manuscritos, conforme exemplo acima. (Sobre a colocação de acidentes pelos editores, veja especialmente Anglès, 1954; Hewitt, 1942; Jeppesen, 1927; Lowinsky, 1964 and 1967; J. Caldwell, Editing Early Music, Oxford, 1985.)
Tratava-se de notas fora do sistema diatônico modal usado numa determinada peça, e empregadas para evitar intervalos harmônicos ou melódicos desagradáveis (por exemplo, o trítono, cujo termo diabolus in musica é apenas uma construção pedagógica que indica tratar-se de um intervalo indesejável por ser de difícil entonação ou manutenção). Um exemplo seria o uso de si-bemol em lugar de si-natural, com objetivo de evitar um trítono formado com um fá em outra voz. Em transcrições modernas da música medieval e renascentista, essas notas eram quase sempre indicadas com acidentes, uma vez que os cantores modernos não poderiam, possivelmente, receber o tipo de treinamento dado aos cantores daquela época; apenas algumas poucas partes desse treinamento podem ser reconstruídas a partir de fontes fragmentadas e contraditórias.

## Como eram escolhidas as alterações?
A forma exata da performance de musica ficta, quando e onde era usada, é objeto de intensa investigação e controvérsia entre musicólogos. Há indicações da aplicação de ficta pelo menos desde os tempos do Império Carolíngeo (século IX) até o final do Renascimento (século XVI). Dentre os documentos históricos musicais (i.e., tratados musicais), essas indicações podem ser encontradas mesmo em tempos anteriores aos primeiros registros (século XIII-XIV) da terminologia em latim musica falsa e seu sinônimo musica ficta,  atualmente mais conhecido. Em geral, aceita-se que os mais antigos registros (por meio de palavras como vitium) são aqueles nos tratados enchiriadis (esp. Musica enchiriadis e Scolica enchiriadis, med. século IX, de autores anônimos). Alguns trabalhos teóricos dos séculos seguintes são relacionados a esse assunto, embora tenham utilizado aplicações de ficta apenas de maneira secundária, a fim de servir a discussões principais sobre outros assuntos, como a identificação de alturas musicais nos planos teórico e prático, ou como meio de crítica à má realização vocal de executantes — e.g., Dialogus de musica (ex. século X, também conhecido como Pseudo-Odo, em referência a um autor hoje considerado anônimo, mas em respeito à divulgação anterior de autoria por Odo Cluniacensis – em português aceita-se a grafia Odão de Clúnia), Micrologus (ca. 1026/28, de Guido d'Arezzo), De musica cum tonario (in. século XII, de Johannes Affligemensis) — (cf. DE ANDRÉ, 2005, p. xxxiv n6, 20-23). Mais tarde, ao final do período Medieval em música, já com discussões mais específicas e uso de termos atualmente mais conhecidos (e.g., coniuncta, musica falsa e musica ficta), encontram-se registros em diversos tratados — e.g., Introductio musice (p. 1240, de Johannes de Garlandia), De expositione musicæ (ca. 1279, do Anônimo de St. Emmeram), Compendium de discantu mensurabili (1336, de Petrus palma ociosa) — (cf. DE ANDRÉ, 2005, p. 15). No Renascimento, discussões sobre a aplicação de ficta são ainda mais numerosas, inclusive com maiores tentativas de determinar regras, porém ainda sujeitas a interpretações controversas — e.g., Contrapunctus (1412-1425/28, de Prosdocimus de Beldemandis), Terminorum musicæ diffinitorium (1495, Johannes Tinctoris), Tetrachordum musices (1511-1514, de Johannes Cochlaeus) — (cf. DE ANDRÉ, 2005, p. 16). A controvérsia não reside apenas entre os musicólogos contemporâneos; teoristas da baixa Idade Média nunca entraram em acordo com regras relacionadas à musica ficta. Teoristas como Johannes de Garlandia (fl. ca. 1240) e Philippe de Vitry (1291-1361) escreveram que ficta era essencial no canto polifônico, mas resistiam ao seu uso no cantochão, enquanto o teórico do século XIV, Jacques de Liège (ca. 1260-p. 1330) insistia que as notas no cantochão precisavam ser alteradas com aplicação criteriosa de musica ficta.
O uso de ficta originou-se com a diferença entre o si-bemol e o si-natural, que foi integrado à teoria medieval e no ensino prático como parte de um sistema de hexacordes. Entretanto, regras de cadenciamento e evitação do trítono poderiam também requerer que outras notas fossem alteradas sob determinadas circunstâncias.
Teóricos do século XIII dividiam o uso de ficta em duas categorias: causa necessitatis (ficta acrescida pela necessidade, por exemplo, para evitar um intervalo dissonante) e causa pulchritudinis (ficta acrescida por razão de beleza). Às vezes, uma frase simplesmente soa melhor (ou soa melhor para um ouvido treinado do século XIII), quando é suavizado por uma criteriosa aplicação de ficta.
Em particular, tratados contrapontísticos da Renascença, tal como o de Johannes Tinctoris, recomendavam a resolução, em cadências, de 6ªs em 8ªs, que, em muitos casos, requeriam que a voz superior usasse um sustenido para formar uma 6ª maior (ver contraponto diádico). Nesses pontos, os acidentes eram, de fato, algumas vezes notados nos séculos XIV e XV.
Inicialmente, acreditava-se que esses tratados eram endereçados a compositores; hoje, por um exame mais minucioso dos textos latinos, muitos musicólogos chegaram à conclusão que tais textos eram, na verdade, dirigidos a executantes, tanto na polifonia escrita quanto na improvisada.
Como exemplo de um prática de performance contemporânea relacionada, o estilo de canto Sacred Harp norte-americano contém uma situação semelhante no conceito de ficta, envolvendo a não-escrita elevação do 6º grau no modo menor (resultando numa inflexão dórica); os novos cantores devem ser ensinados a fazer isso de ouvido.
Com efeito, qualquer cantor regional de diferentes partes do mundo poderia usar o mesmo modo de pensar, que conduz ao fato interessante de que musica ficta existiu séculos antes do princípio do temperamento.

## Da musica recta à musica ficta
O estudo das tablaturas de órgão e alaúde mostram o emprego cada vez mais freqüente de alterações cromáticas através dos séculos. Vejamos, então, alguns casos nos quais a escala geral provinda dos ensinamentos de Guido de Arezzo é infringida pelos compositores e intérpretes.

### Casos melódicos

#### transposição de escala
Encontram-se, freqüentemente, até duas alterações "à la clé" no quadro de música reta, no caso onde se transpõe completamente toda a mão. Com efeito, se a escala de partida está situada uma quinta acima ou uma quarta abaixo por questões de tessitura, por exemplo, se cantará o "F" sobre a sílaba "mi", mas mostrando na mão a nota si-bequadro (vide Mão Guidoniana). A mesma lógica se encontra com os bemóis se transpomos a escala uma quinta abaixo ou uma quarta cima.

### o cromatismo
no século XVI, Josquin des Prés, Willaert e Costeley escrevem peças inabituais e experimentam a escrita cromática. Para ser possível cantar, ele transpõe, então, os hexacordes começando com outras notas diferentes de C, F e G habituais.

### Casos harmônicos
O desenvolvimento da polifonia no fim da Idade Média multiplica as ocasiões de utilizar as alterações, notadamente para evitar dissonâncias entre as vozes ou para melhorar as sonoridades das cadências.

#### mi contra fa
Não soa bem (para os ouvidos da época) cantar "fá" em uma voz enquanto a outra voz canta "mi".
Esta regra obteve unanimidade do século XIII ao XVI, apesar da diversidade das teorias. Ela é enunciada notadamente por Yssando. Isso possibilita a duas vozes independentes, que não cantam forçosamente no mesmo hexacorde, evitar os trítonos e as quintas diminutas.

#### as terças picardas
O hábito de terminar as obras com a terça maior (acorde maior) ao invés de menor (mesmo quando escritas em modo menor) conduziu ao emprego de alterações suplementares.

#### as cadências
As cadências são constituídas pela sucessão de uma consonância imperfeita e uma consonância perfeita, como , por exemplo, terça menor/uníssono, terça maior/quinta, sixta maior/oitava, como pode ser visto pela primeira vez no tratado Música Especulativa de Johannes de Muris, em 1323. Ele termina uma seção com um semitom numa voz, enquanto a outra voz evolui por movimento contrário de um tom.